# Poor Valley
Chudé údolí (anglicky Poor Valley) prochází oblastmi Grainger County, Hawkins County, Hancock County v Tennessee a Scott County, Washington County a Smyth County ve Virginii ve Spojených státech amerických. Jiná varianta názvu je Big Poor Valley.
Chudé údolí bylo pojmenováno podle chudé (neplodné) půdy, která se zde nachází.